# شورش نرسه

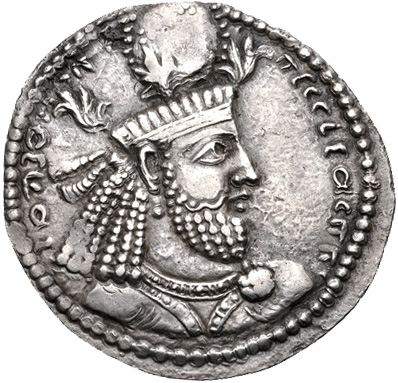
سکه نرسه، به عنوان شاهنشاه ایران و انیران

خیزش نرسه اشاره به شورش نرسه، در برابر دین سالاری حاکم، در عهد سلطنت بهرام دوم دارد. این قیام به قدرت کرتیر موبد و نظام دین سالاری او پایان داد و از آن پس تا یک چند سایهٔ آتشگاه از فراز تاج و تخت دور شد.

## زمینهٔ تاریخی
شاهنشاهان ساسانی در آغاز اعلام دین زرتشت به عنوان آئین رسمی خویش، آتشکده‌های زرتشتی را چون تکیه‌گاهی پایدار جهت فرمانروایی خود یافتند ولی برای پیروزی و شکوهمندی واقعی آئین زرتشت در سراسر کشور مبارزه و پیکار ضرورت یافت. این مبارزه با شدت و خشونتی تمام صورت گرفت. انهدام نفوذ دین یهود، مسیحیت، بودایی، برهمائیگری، و مندائیگری و نیز از میان برداشتن ارتداد در آئین زرتشت و پایان دادن به نهضت مانی و مانویان در ایران ضرور می‌نمود. از این رو پس از مرگ شاپور یکم، نفوذ کرتیر موبد بر شاهنشاه بهرام یکم فزونی گرفت و کرتیر نزدیکترین رایزن شاهنشاه شد و به پایهٔ موبد اهورامزدا رسید، شاید چندی پس از آن ریاست مذهبی سراسر کشور را برعهده گرفت، از آن روز پیگرد مانویان و فشار بر آنان در ایران آغاز شد. کشته شدن مانی در سال ۲۷۶ میلادی در زمان پادشاهی بهرام یکم بود.
بهرام دوم با تسلیم به نفوذ کرتیر حکومت ساسانی را به نوعی دین سالاری خشن و تعصب‌آمیز تبدیل کرد. پادشاهی بهرام شانزده سال طول کشید و شیوهٔ کارش در نظر کسانی که از مداخلهٔ کرتیر و دستگاه روحانیت در امور سلطنت ناخوشنود بودند مایهٔ اعتراض بود.

## نرسه
نرسه عموی بهرام دوم و پسر شاپور یکم دومین شاهنشاه ساسانی بود. نرسه از ابتدا بهرام را غاصب تاج و تخت می‌نامید. ممکن است عنوان «بزرگ ارمنستان شاه» یا فرمانروایی و شاهی ارمنستان به نرسه داده شده تا سکوت اختیار کند و به ادعای تاج و تخت شاهنشاهی نپردازد. در سال ۲۸۲ میلادی امپراتور روم به ایران حمله کرد و تا پایتخت ایران تیسفون پیش رفت و در مسیر خویش شهرهای بسیاری را غارت کرد. تنها مرگ ناگهانی امپراتور که در برخی مأخذ در اثر صاعقه ذکر شدهِ و به مثال یک معجزه می‌مانست، باعث شد که رومی‌ها پیروزی تازه بدست آمده را رها کرده و به کشورشان بازگردند.
نرسه در این روزهای دشوار به تدارک جهت در دست گرفتن شاهی پرداخت. عده‌ای از بزرگان و درباریان هواخواه نرسه بودند که نام همهٔ آن‌ها در کتیبه نرسه در پایکولی آمده‌است. در آنزمان شاه ارمنستان در واقع فرماندهٔ کل نیروهای نظامی ایران بود و به همین علت کسانی که خواستار وجود شاهنشاهی نیرومند در رأس کشور بودند هواخواه نرسه شدند چون تنها حکومت مرکزی نیرومند می‌توانست استان‌های غربی را از هجوم لشکریان روم مصون دارد.
نرسه هنوز به هنگامی که بهرام دوم زنده بود، به تدارک جهت تغییر حکومت پرداخت و برای تبلیغ اندیشهٔ مشروح و قانونی جلوه دادن مسئلهٔ جانشینی شاهنشاه، در آغاز یک سری سکهٔ طلا به دستور وی رایج گشت. فرمان ضرب سکه تنها ویژهٔ شاهنشاه بود. در سال ۲۸۴ میلادی بهرام دوم زندگی را بدرود گفت. کرتیر، بهنام، آذرفرنبغ و دودمان کارن شاهی را به فرزند او بهرام سوم واگذار کردند. شاهنشاه جوان باشکوه تمام بر تخت شاهی نشست. در این اوضاع و احوال نرسه تصمیم به شورش علنی گرفت. سپاه نرسه به سوی تیسفون تاخت و فرماندار بهنام نیروی کافی برای جلوگیری از نفوذ سپاه نرسه در اختیار نداشت. نرسه پیغام فرستاد تا بزرگان شاهنشاهی او را به رسمیت بشناسند. گمان می‌رود بخاطر تصرف پایتخت جنگی در نگرفته باشد. نرسه همینکه به کاخ رسید خود را شاهنشاه خواند و بزرگاه هواخواه سوگند وفاداری یاد کردند. بهرام سوم در واقع بر ایران پادشاهی نکرد. او حتی فرصت نیافت سکهٔ ویژهٔ تاجگذاری خود را رایج سازد. در کتیبه نرسه در پایکولی که نرسه آن را به افتخار پیروزی خویش پدید آورد و با تصویر خویش مزین کرد از رویدادهای مذکور به زبانهای پارتی و پارسی میانه یاد شده‌است.

## شاهنشاهی نرسه

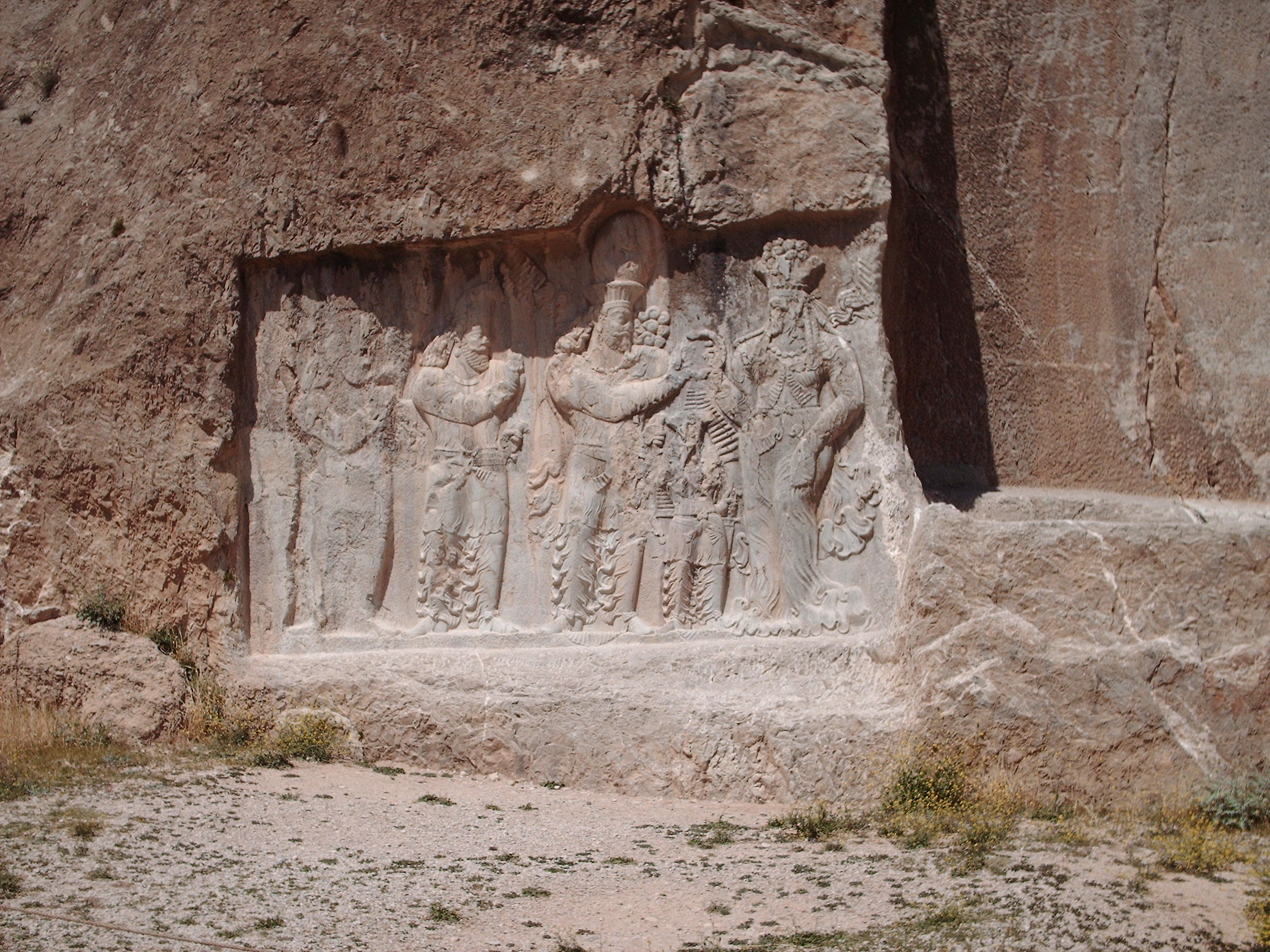
نقش برجستهٔ یادگار تاجگذاری نرسه در نقش رستم. برای بهتر دیدن تصویر بر روی آن کلیک کنید.

در تصویر ویژهٔ تاجگذاری نرسه در نقش رستم مظهر قدرت شاهی نه از سوی اهورامزدا بلکه از سوی آناهیتا به او واگذار شده‌است. در نقش و کتیبه اعلام شد که نفوذ غیرقابل تقسیم  موبد موبدان در همهٔ کارهای دولتی پایان یافته‌است.
از آخرین روزهای زندگی کرتیر آگهی در دست نیست. نمی‌دانیم به هنگامی که نرسه شهریاری را در دست گرفت این رجل مشهور سالخوردهٔ مذهبی آخرین روزهای خود را چگونه بسر آورد. در روزگار ساسانیان نام این شخص از گزارش‌های رسمی و کتاب‌های دینی زدوده شد. شاهنشاه جدید نرسه، از نو به مانویان روی آورد ولی دیگر اجماع مانویان آن نیرو و شهرتی را که در روزگار شاپور یکم بدست آورده بود، نداشت. هدف نرسه در اجازه دادن به تبلیغ آموزش‌های مانی تنها دلجویی از مانویان نبود، او در نظر داشت با کم کردن نفوذ موبدان زرتشتی، خطر نفوذ دین سالاری را در سیاست دولت، از میان برد.